# Cyathea × wilsonii
Cyathea × wilsonii là một loài dương xỉ trong họ Cyatheaceae. Loài này được Hook. Domin mô tả khoa học đầu tiên năm 1929.